# Kuyangana Makukula
Jean-Baptiste Makukula Kuyangana – noto come  Kuyangana Makukula – (Kinshasa, 17 aprile 1966) è un ex calciatore della Repubblica Democratica del Congo, di ruolo ala.
Anche suo figlio Ariza Makukula e suo nipote Arnold Nkufo Issoko sono calciatori.

## Carriera
Ha giocato nella massima serie portoghese con Leixões, Vitória Setúbal e Desportivo Chaves.